# Hällby, Gävle kommun
Hällby är en by i Hedesunda socken, Gävle kommun. Samlingsnamnet för byarna där Hällby finns är Bodarna. Närmaste grannbyar; Lågbo och Sända. Hällby är känt sedan år 1650.